# ヘートヴィヒ・フォン・ブランデンブルク
ヘートヴィヒ・フォン・ブランデンブルク（Hedwig von Brandenburg, 1540年2月23日 - 1602年10月21日）は、ブラウンシュヴァイク＝ヴォルフェンビュッテル公ユリウスの妃。

## 生涯
ヘートヴィヒは、ケルン（現在はベルリンの一部）の宮殿で、ブランデンブルク選帝侯ヨアヒム2世（1505年 - 1571年）とその2番目の妃ヤドヴィガ・ヤギェロンカ（1513年 - 1573年）との間に次女として生まれた。姉のエリーザベト・マグダレーネは、1559年にブラウンシュヴァイク＝リューネブルク公フランツ・オットーと結婚したが、同年にフランツ・オットーは死去した。
1年後の1560年2月25日、ヘートヴィヒはシュプレー川沿いのケルンにおいてブラウンシュヴァイク＝ヴォルフェンビュッテル公ユリウス（1528年 - 1589年）と結婚した。2人はブランデンブルク＝キュストリン辺境伯ヨハンの宮廷で会ったが、そこでユリウスは父ハインリヒ2世から逃亡してきていた。
ハインリヒ2世が息子ユリウスとプロテスタントの妃との結婚にしぶしぶ同意し、ユリウスが父と和解した後、夫婦はヘッセン城とシュラーデン城を居城として与えられた。ユリウスの兄たちは1553年のジーファースハウゼンの戦いで戦死していたため、ハインリヒ2世はヘッセン城に現れて義理の娘ヘートヴィヒの部屋に入り、生まれたばかりの息子ハインリヒ・ユリウスをゆりかごから連れ出し、「これからそなたは私の最愛の息子だ！」と叫んだとされている。
1568年、ユリウスは父の跡を継ぎ、ブラウンシュヴァイク＝ヴォルフェンビュッテル公となった。ユリウスは有能な統治者であることが明らかとなった。それにもかかわらず、ユリウスは後に、1571年にヴォルフェンビュッテル宮廷で錬金術師フィリップ・ゼーメリンクとアンネ・マリー・ショームバッハ（通称シュリューター・リーゼ）の悪い影響を受け、徐々に妻と疎遠になっていった。
ヘートヴィヒは敬虔で謙虚で、家庭内の活動を好む人物であったと言われている。1598年、神学者シュテファン・プレトリウスは、著書『Der Witwen Trost（未亡人の慰め）』をヘートヴィヒに捧げた。

## 子女
夫ユリウスとの間に以下の子女が生まれた。
- ゾフィア・ヘートヴィヒ（1561年 - 1631年） - 1577年にポンメルン＝ヴォルガスト公エルンスト・ルートヴィヒと結婚
- ハインリヒ・ユリウス（1564年 - 1613年） - ブラウンシュヴァイク＝ヴォルフェンビュッテル公
- マリア（1566年 - 1626年） - 1582年にザクセン＝ラウエンブルク公フランツ2世と結婚
- エリーザベト（1567年 - 1618年） - 1583年にホルシュタイン＝シャウエンブルク伯アドルフ11世（1601年没）と結婚、1604年にブラウンシュヴァイク＝ハルブルク公クリストフ（1606年没）と結婚
- フィリップ・ジギスムント（1568年 - 1623年） - フェルデン司教、オスナブリュック司教
- マルガレーテ（1571年 - 1580年）
- ヨアヒム・カール（1573年 - 1615年） - ストラスブール大聖堂首席司祭
- ザビーネ・カタリーナ（1574年 - 1590年）
- ドロテア・アウグステ（1577年 - 1625年） - ガンデルスハイムの女子修道院長
- ユリウス・アウグスト（1578年 - 1618年） - ミヒャエルシュタインの修道院長
- ヘートヴィヒ（1580年 - 1657年） - 1621年にブラウンシュヴァイク＝ハルブルク公オットー3世と結婚